# Олкотт, Бен Уилсон
Бен У. Олкотт (англ. Ben W. Olcott, 15 октября 1872, Кейтсбург, штат Иллинойс — 21 июля 1952,  Портленд, штат Орегон) — американский политик, 16-й губернатор Орегона в 1919—1923 годах. Член  Республиканской партии.

## Ранняя жизнь
Бел Уилсон Олкотт родился в 1872 году в Кейтсбурге, штат Иллинойс. Образование получил в начальной школе Кейтсбурга и бизнес-школе в г. Диксоне, позже стал клерком в Чикаго. В 1891 году, в возрасте 19 лет, он переехал в  Сейлем, и стал соседом по комнате и хорошим другом Освальда Уэста, который оказал большое влияние на развитие политической карьеры Олкотта.

## Авантюрист и банкир
Почти 15 лет Олкотт путешествовал по Тихоокеанскому Северо-Западу, в основном в поисках золота. Часто это мешало занятиям другими профессиями, в основном в сфере банковского дела. Его поездки привели его в Южный Орегон (1892–93 в сопровождении Освальда Уэста), обратно в Сейлем, где он стал кассиром в банке (1893–1895), в Северный Вашингтон и Британскую Колумбию (1895–1897), а затем он вернулся в Иллинойс и продолжил карьеру в сфере банковского дела, став кассиром.
В 1904 году Олкотт снова стал искать приключения, что привело его на Аляску. Поселившись в Фэрбанксе, Олкотт стал работать кассиром, а позже – менеджером отделения банка. Ему удалось получить значительную прибыль от разведки золота, что позволило ему вернуться в Орегон.

## Общественный деятель
Освальд Уэст, который был хорошим другом Олькотта, пошел в большую в политику, возглавив Государственное земельное управление. Уэст предложил Олкотту должность в Земельном управлении, на которую он согласился в 1909 году. Он стал больше интересоваться политическим процессом и был назначен губернатором Дж. Чемберленом для наблюдения за интересами штата в обанкротившемся Портлендском банке, в котором находилось большое количество государственных школьных фондом.
Несмотря на то, что он был республиканцем, а Уэст – демократом, у них была крепкая дружба, выходившая за рамки политики. Олкотт руководил победоносной губернаторской кампанией Уэста в 1910 году и пожертвовал 1500 долларов на помощь своему другу . Олкотт женился на Лене Хаттон, невестке Освальда Уэста.
В 1911 году, когда Уэст был губернатором, госсекретарь Орегона и бывший губернатор Фрэнк Бенсон умер от болезни. Несмотря на то, что он принадлежал к противоположной партии, Уэст назначил Олкотта государственным секретарем ОрагонаJoseph Gaston . Олкотт будет избран на этот пост в 1912 году и переизбран в 1916 году.

## Губернатор Орегона
3 марта 1919 года губернатор Джеймс Уитикомб скончался из-за сердечных осложнений. Бен Олкотт, как государственный секретарь, принял на себя обязанности губернатора, как это было предусмотрено законодательством штата. Уитикомб был настолько уважаем, что Олкотт отказался давать присягу до похорон покойного губернатора.
Вступив в должность, губернатор Олкотт продолжил программу строительства дороги Уитикомба. Сегодняшняя политика сохранения защищенного буфера лесных угодий вокруг государственных автомагистралей была введена администрацией Олькотта.
Его администрация выступило с инициативой введения закона, запрещающий японцам владеть землей в Орегоне.
Растущая мощь Ку-клукс-клана (ККК) в Орегоне встревожила губернатора Олкотта, который, не колеблясь, осудил организацию . Олкотт издал исполнительную прокламацию, осуждающую «преступников в масках», разжигающих фанатизм, расовую ненависть, религиозные предрассудки, братскую рознь и гражданский террор. Он отказался от любой поддержки клана для своей губернаторской кампании 1922 года, поставив под угрозу свое назначение. Он с небольшим перевесом выиграл кандидатуру от республиканцев, но проиграл на всеобщих выборах сенатору штата от Демократической партии Уолтеру М. Пирсу, который пользовался поддержкой ККК .

## Последние годы
После своего поражения на выборах Олкотт покинул Орегон, чтобы управлять отделением «Bank of Italy» в Лонг-Бич, штат Калифорния. В 1924 году он вернулся в Орегон, чтобы стать директором Орегонского банка взаимных сбережений в Портленде. Он умер в Портленде 21 июля 1952 года и был похоронен в мавзолее аббатства Маунт-Крест в Сейлеме, округ Мэрион.